# Marco Olmo
Marco Olmo (Alba, 8 de outubro de 1948) é um atleta italiano, Vencedor de inúmeras corridas em trilha de longa distância. É considerado, apesar de ter passado dos 60 anos de idade, um dos maiores especialistas de corridas radicais. É afiliado na ASD Roata Chiusani (em português: Associação esportiva amadora Roata Chiusani).

## Biografia

### Carreira
Marco Olmo iniciou na corrida tarde, aos 27 anos, “Quando os outros param”, como ele diz. Depois de um período passou a competir (e a vencer) na corrida em trilha e no esqui-alpinismo, com a idade de quarenta anos, ele começou a enfrentar competições extremas no deserto africano, tal como a Marathon des Sables, 230 km em absoluta auto-suficiência alimentar e condições climáticas proibitivos no deserto marroquino, o Desert Cup (168 km no deserto jordaniano), o Desert Marathon na Líbia e a Maratona dos 10 Mandamentos (156 km no sul do Monte Sinai), obtendo um sucesso após o outro. Sua “aventura” em dar a volta pelo mundo levou-o a competir em Martinica no Tible Raid, onde foi o quinto colocado, e também participou na Badwater Ultramarathon no deserto da Califórnia: 135 milhas sem parar no Vale da Morte e as portas do Monte Whitney (de -86m, ponto mais baixo do Estados Unidos, para mais de 2500 m) onde se corre com temperaturas superiores a 126 graus F° (cerca de 52 °C).
Aos 58 anos, ele se tornou campeão mundial ao vencer o 'Ultra-Trail du Mont-Blanc, a corrida de resistência mais importante e difícil do mundo: 167 km através da França, Itália e Suíça mais de 21 horas de corrida ininterrupta em torno da montanha mais alta da Europa.
Ele vestiu a camisa azul em duas ocasiões: em 2002, para participar na corrida de 24 horas de Gravigny na França classificando-se em 23º (199 km 931m), e em 2009, por ocasião do Campeonato do Mundo IAU individual de UltraTrail a Serre Chevalier nos alpes franceses; obtendo um 14º lugar na classificação geral e 1º na categoria veteranos, apesar da pista de corrida não ser tão agradável (68 km 3500m +) de acordo com Olmo.

### Vida privada
Marco Olmo se tornou vegetariano aos 37 anos por uma escolha saudável. Em seguida, ser um vegetariano tornou-se para ele - como ele disse; - em uma filosofia de vida «tornou-se uma forma de religião, uma maneira de ver o mundo com outros olhos. Um animal para mim não é uma refeição, mas um ser vivo. E com o vegetarianismo se resolve grande parte da tragédia da fome no mundo».

## Conquistas
- 1996:
  - Marathon des Sables (Marrocos) 3°
- 1997:
  - Marathon des Sables (Marrocos) 3°
- 1998:
  - Desert Marathon (Líbia) 1°
  - Marathon des Sables (Marrocos) 4°
- 1999:
  - Desert Marathon (Líbia) 1°
  - Marathon des Sables (Marrocos) 3°
  - Verdon trail (França) 1°
- 2000:
  - Desert Marathon (Líbia) 1°
  - Marathon des Sables (Marrocos) 7°
  - Verdon trail França 3°
  - Desert Cup (Jordânia) 1°
- 2001:
  - Desert Cup (Jordânia) 1°
  - Gran Raid du Cro-Magnon (Itália - França) 1°
- 2002:
  - Desert Cup (Jordânia) 1°
  - Gran Raid du Cro-Magnon (Itália - França) 1°
  - Marathon des Sables (Marrocos) 4°
- 2003:
  - Desert Cup (Jordânia) 1°
  - Marathon des Sables (Marrocos) 6°
  - Gran Raid du Cro-Magnon (Itália - França) 1°
- 2004:
  - Gran Raid du Cro-Magnon (Itália - França) 1°
  - Marathon des Sables (Marrocos) 7°
- 2005:
  - Gran Raid du Cro-Magnon (Itália - França) 1°
  - Ultra-Trail du Mont-Blanc (França) 3º
  - Marathon des Sables (Marrocos) 8°
- 2006:
  - Ultra-Trail du Mont-Blanc (França) 1°
  - Marathon des Sables (Marrocos) 11°
  - Gran Raid du Cro-Magnon (França) 1°
- 2007:
  - Gran Trail Valdigne (Itália) 1°
  - Ultra-Trail du Mont-Blanc (França) 1°
  - Via Marenca (Itália) 1°
  - Le Porte di Pietra (Itália) 1°
  - Chaberton Marathon (França - Itália) 1°
  - Winter Eco Trail (Italia) 3°
  - Marathon des Sables (Marrocos) 11°
- 2008:
  - Le Porte Di Pietra (Itália) 3°
  - Oman Raid (Omã) 1°
  - Gran Trail Rensen (Itália) 3°
  - Transgrancanaria (Espanha) 1°
  - Marathon des Sables (Marrocos) 9°
- 2009:
  - Transvulcania (Espanha) 3º
  - Racing The Planet (Namíbia) 3
  - Marathon des Sables (Marrocos) 12°
- 2010:
  - Grand Raid del Sahara (Mali) 2°
  - Transvulcania (Espanha) 10º
  - Marathon des Sables (Marrocos) 13°
  - Runiceland (Islândia) 1°
- 2011:
  - Marathon des Sables (Marrocos) 12°
  - Runiceland (Islândia) 2°
  - Oman Raid (Omã) 2°
  - Magredi Mountain Trail (Itália) 3°
  - Sardinia Ultramarathon (Itália) 4°
- 2012
  - Marathon des Sables (Marrocos) 14°
  - Carrera de Baja (México) 1°
- 2013
  - Marathon des Sables (Marrocos) 14°
  - Carrera de Baja (México) 2°
- 2014
  - Sahara Marathon (Argélia) 3°
  - 100 km del Caribe (República Dominicana) 3°
  - Marathon des Sables (Marrocos)  23°
  - St. Lary Patou Trail Sky Marathon (França) 10°
- 2015
  - Marathon des Sables (Marrocos) 16°
- 2016
  - Ultra Bolivia Race (Bolívia) 1°
- 2017
  - Ultra Africa Race (Moçambique) 1°[3]

## O filme-documentário
Foi realizado, pelos diretores Paolo Casalis e Stefano Scarafia, um filme-documentário dedicado a Marco Olmo, intitulado Il Corridore - The Runner.
O filme, com legendas em inglês, francês e espanhol, Ele relata toda a sua temporada como corredor da comuna de Robilante, na província de Cuneo, no ano de 2008, além de refazer os passos de uma carreira desportiva emocionante.
O filme centra-se em particular sobre o lado humano, na jornada pessoal e na experiência de Marco Olmo, suas motivações, seus pensamentos, as dificuldades de um atleta que está agora na casa dos sessenta para competir com os melhores atletas do mundo em sua especialidade, o Ultra-Trail.
A linguagem do filme é o documentário, alternando longas pausas para reflexão e introspecção na vida do personagem em momentos de história edificante, especialmente no final, com a história da Ultra-Trail du Mont-Blanc.

## A canção
Em 2009, o grupo independente genovês Ex-Otago dedicou a ele, no álbum Mezze stagioni, uma canção chamada Marco Corre, música com a qual eles inscreveram na Sanremo Nuova Generazione 2010, não conseguindo classificação para disputar a fase final.

## Os livros
Em outubro de 2009, ele lançou o livro Correre è un po' come volare - conversazioni con Marco Olmo escrito pelo jornalista Franco Faggiani, uma história na forma de entrevista, conquistas esportivas de Olmo e também uma viagem em sua história pessoal. Olmo efetivamente, revelou muitos aspectos da sua vida privada.
Em setembro de 2012, é publicado o segundo livro no qual ele é o protagonista de suas viagens, mas também narrador em primeira pessoa dos aspectos mais importantes da sua vida esportiva intensa e não. Il corridore - Storia di una vita riscattata dallo sport escrito por Olmo em colaboração com Gaia De Pascale e publicado pela "Ponte alle Grazie", da editora Adriano Salani Editore SpA.

## Citações[6]
Eu gosto de correr . E, correndo no deserto é a coisa mais imediata que podemos ser. O deserto estava lá antes da pista de tartan e das ruas de Nova York, em seguida, uma corrida no deserto é mais natural do que a New York City Marathon.—  Marco Olmo
Um animal para mim não é uma refeição, mas um ser vivo. E com o vegetarianismo se resolve grande parte da tragédia da fome no mundo.—  Marco Olmo